# Cuentos de Lleón
Cuentos de Lleón (antoloxía d'escritores lleoneses de güei) (en español Cuentos de León, antología de escritores leoneses de hoy) es un compendio de relatos cortos en leonés publicado por la editorial Alborá Llibros de Gijón en el año 1996, contando con la colaboración de reconocidos escritores en el idioma como Eva González, su hijo Roberto González-Quevedo o Héctor García Gil, principal coordinador de la obra.

## Circunstancias históricas
El libro, fruto de la participación de seis autores y de la implicación de Facendera pola Llengua, asociación por la defensa del leonés más notable en esa época, es publicado en los albores del movimiento de recuperación de la lengua autóctona en la provincia de León, marcando un hito en la historia del cultivo literario en leonés y dando a conocer nuevos autores de León o Zamora con intención de escribir en este idioma. La tirada inicial de mil ejemplares puestos a la venta se agotó poco después de su salida.

## Variantes lingüísticas
Los relatos reflejan en su redacción el uso de diversas variantes pertenecientes al sistema lingüístico asturleonés, como el patsuezu representado en los relatos Las tres fichas, La cabana o Un trabachu más; el occidental en Güeyos escuros y Rellumu de lluna; el habla de la Cepeda en Ríu Gándara o incluso el asturiano estándar en Camientos astrautos.

## Autores y relatos
- Eva González Fernández: Las tres fichas.
- Roberto González-Quevedo: La cabana.
- Héctor Xil: La nueite ensin fin y Güeyos escuros; Un trabachu más, escrito con el seudónimo de "Lluis Fasgar".
- Pedro V. Álvarez Collar: Xicu ya'l caxón de muertu y ¡Salvái'l val.le coime!
- Pablo Martínez Muñoz: Ríu Gándara y Nel branu.
- Enrique López Moreno: El rellumu de lluna, escrito con el seudónimo de "Camín García Presa".
- Abel Uxeniu Pardo: Nun vos da más y Camientos astrautos.